# المصرف المتحد للاستثمار
 المصرف المتحد للاستثمار  مصرف عراقي خاص أُسس عام 1994،  يبلغ رأس المال للمصرف 300 مليار دينار.